# Episodi di The Diplomat (seconda stagione)
La seconda stagione della serie televisiva The Diplomat, composta da sei episodi, è stata resa interamente disponibile sul servizio di streaming on demand Netflix il 31 ottobre 2024, in tutti i Paesi in cui è disponibile.
| nº | Titolo originale                 | Titolo italiano               | Pubblicazione   |
| -- | -------------------------------- | ----------------------------- | --------------- |
| 1  | When a Stranger Calls            | Quando chiama uno sconosciuto | 31 ottobre 2024 |
| 2  | St. Paul's                       | La cattedrale                 | 31 ottobre 2024 |
| 3  | The Ides of March                | Le idi di marzo               | 31 ottobre 2024 |
| 4  | The Other Army                   | L'altro esercito              | 31 ottobre 2024 |
| 5  | Our Lady of Immaculate Deception | Nostra signora degli inganni  | 31 ottobre 2024 |
| 6  | Dreadnought                      | Dreadnought                   | 31 ottobre 2024 |

## Quando chiama uno sconosciuto
- Titolo originale: When a Stranger Calls
- Diretto da: Alex Graves
- Scritto da: Anna Hagen e Debora Cahn (sceneggiatura); Debora Cahn (soggetto)

## La cattedrale
- Titolo originale: St. Paul's
- Diretto da: Alex Graves
- Scritto da: Peter Ackerman

## Le idi di marzo
- Titolo originale: The Ides of March
- Diretto da: Tucker Gates
- Scritto da: Peter Noah

## L'altro esercito
- Titolo originale: The Other Army
- Diretto da: Tucker Gates
- Scritto da: Debora Cahn (sceneggiatura); Julianna Dudley Meagher (soggetto)

## Nostra signora dell'inganno
- Titolo originale: Our Lady of Immaculate Deception
- Diretto da: Alex Graves
- Scritto da: Anna Hagen

## Dreadnought
- Titolo originale: Dreadnought
- Diretto da: Alex Graves
- Scritto da: Debora Cahn